# Замбжиця
Замбжиця (пол. Zambrzyca) — село в Польщі, у гміні Скрвільно Рипінського повіту Куявсько-Поморського воєводства.
Населення — 180 осіб (2011).
У 1975-1998 роках село належало до Влоцлавського воєводства.

## Демографія
Демографічна структура станом на 31 березня 2011 року:
|          | Загалом | Допрацездатний вік | Працездатний вік | Постпрацездатний вік |
| -------- | ------- | ------------------ | ---------------- | -------------------- |
| Чоловіки | 89      | 22                 | 58               | 9                    |
| Жінки    | 91      | 20                 | 53               | 18                   |
| Разом    | 180     | 42                 | 111              | 27                   |